# Sandarbergen
Sandarbergen är en kulle i Finland. Den ligger i Ingå och landskapet Nyland, i den södra delen av landet, 40 km väster om huvudstaden Helsingfors. Toppen på Sandarbergen är 43 meter över havet.
Terrängen runt Sandarbergen är platt. Havet är nära Sandarbergen söderut. Runt Sandarbergen är det glesbefolkat, med 17 invånare per kvadratkilometer. Närmaste större samhälle är Kyrkslätt, 15,8 km öster om Sandarbergen. I omgivningarna runt Sandarbergen växer i huvudsak blandskog.